# Angel Witch
Angel Witch ist eine englische Rockband, die 1977 in London gegründet wurde. Die Band war eine der Pionierbands der New Wave of British Heavy Metal.

## Bandgeschichte
Angel Witch wurden 1977 unter dem Namen Lucifer von Kevin Heybourne (Gesang und Gitarre), Rob Downing (Gitarre), Kevin Riddles (E-Bass) und Dave Dufort (Schlagzeug, Bruder von Denise von Girlschool) gegründet. Anfangs spielten sie live hauptsächlich Cover wie Black Sabbaths Paranoid und UFOs Lights Out, die zunehmend von eigenen Stücken verdrängt wurden. Durch ihre Konzerte erspielten Angel Witch sich erfolgreich eine große Anhängerschaft. Als Manager unterstützte Heybournes Vater sie, der Angel Witch als „das nächste große Ding“ anpries. Ende 1978 spielte die Band erste Versionen von Kompositionen wie Sorceress und White Witch ein. 1979 erregte eine Demoaufnahme der Band über Neal Kay die Aufmerksamkeit von EMI. 1980 folgte die Veröffentlichung des Lieds Baphomet auf Metal for Muthas. Vor ihrer Veröffentlichung trennte die Band sich von Downing. Zur Promotion von Metal for Muthas spielte die Band bei der Friday Rock Show die Stücke Sweet Danger, Angel of Death und Extermination Day; die Sendung wurde am 14. März 1980 ausgestrahlt. Die Aufnahme von Extermination Day wurde auf dem BBC-Sampler Metal Explosion veröffentlicht. Die die Öffentlichkeit die Band wahrgenommen hatte, beschloss die Plattenfirma, die erste Angel-Witch-Single Sweet Danger zu veröffentlichen. Sweet Danger war ein großer Erfolg bei den Anhängern der Band; da die Single sich nur eine Woche auf Platz 75 der britischen Charts halten konnte „und somit die erfolgloseste Single zumindest dieses Jahres wurde, ließ die EMI die Gruppe wie eine heiße Kartoffel fallen“ und ignorierte auch Bands wie Samson und Ethel the Frog, während sie sich ausschließlich auf Iron Maiden konzentrierte. Dass Angel Witch als erste Band nur eine Woche in den britischen Charts waren, brachte ihnen auch einen Eintrag im Guinness-Buch der Rekorde als erfolgloseste Position in den Charts. Diese wurde immer wieder verfälscht als Eintrag als „erfolgloseste Band“ interpretiert und insbesondere von einigen Journalisten gegen Angel Witch verwandt; dass die Single Keep on Believing von Grand Prix drei Jahre später exakt denselben Erfolg hatte, hatte keine derartigen Konsequenzen und blieb unerwähnt, was Malc Macmillan als besonders ärgerlich bezeichnete.
Nach der Erfahrung mit EMI spielten Angel Witch weiterhin Konzerte und erschienen im Vorprogramm von April Wine, Krokus und Black Sabbath. Im Sommer 1980 verhandelte die Band mit mehreren Plattenfirmen und erregte durch ihren erfolgreichen Auftritt beim Reading Festival im Vorprogramm von Def Leppard und Whitesnake zusätzliches Interesse, Kurz darauf wurde ein Vertrag mit Bronze Records unterschrieben. Die Plattenfirma schickte die Band kurz darauf ins Studio. Im Vorfeld der Veröffentlichung des Debütalbums veröffentlichte sie die Single Angel Witch, von der zwei unterschiedlich bedruckte und gemasterte (sich klanglich aber dennoch nicht nennenswert unterscheidende) Versionen erschienen; eine davon enthielt die Behauptung, die Stücke stammten vom kommenden Album Surprise, Surprise. Ihr Debütalbum erschien jedoch unter dem Titel Angel Witch, und das Titellied erschien auf diesem in einer anderen Version als auf der Single. Das Album wurde von der britischen Presse verrissen und konnte keine Position in den LP-Charts notieren, verkaufte sich aber gut und machte die Band zu einem der Protagonisten der New Wave of British Heavy Metal. Steve Harris von Iron Maiden zufolge hätte die Band mit einem besseren Manager den Durchbruch erreichen müssen. Dave Hogg verließ die Band nach einigen weiteren Konzerten; Angel Witch warben Dufort von der EF Band ab, mit dem sie 1981 erstmals auftraten. Nach einigen Konzerten im Vorprogramm von Max Webster in neuer Besetzung begann die Band mit den Plänen zu einem zweiten Album. Der Name der Band fiel jedoch seltener in Konzertankündigungen, was laut Macmillan auf Probleme bei der Band hinweisen könnte. Nach der Single befürchtete die Plattenfirma wohl den Popularitätsverlust der Band und zog sich aus der Vereinbarung zum zweiten Album zurück. Kurz darauf habe es die Band nur noch namentlich gegeben, wobei einer ihrer letzten gemeinsamen Auftritte im DDR-Fernsehen stattfand. Dufort und Riddles gründeten Tytan, während Heybourne Bob Hooker bei Deep Machine ersetzte. Er blieb jedoch nur kurz bei der Band, bevor er Angel Witch Anfang 1982 reformierte. Er übernahm Sänger Roger Marsden und Schlagzeuger Ricky Bruce, als er Deep Machine verließ, und hatte auch den Bassisten Andy Wrighton übernehmen wollen; da dieser bei Deep Machine, rekrutierte Heybourne Gerry Cunningham von Remus Down Boulevard. Marsden wurde nach kurzer Zeit wieder entlassen und spielte bei Bordello, Kamikaze und Nevada Foxx, bevor er Mitglied der EF Band wurde; Heybourne übernahm erneut den Gesang. Die Band spielte unter anderem mit Samson und S.O.S. sowie auf dem Mildenhall Festival mit unter anderem Magnum und Samson; der Auftritt wurde für ein Livealbum aufgenommen, an dem die Plattenfirma Polydor Interesse geäußert hatte. Wegen technischer Probleme kam dies nicht zustande. Auch eine geplante EP kam nicht zustande, und Ende 1982 löste die Band sich erneut auf.
Kurz nach der Auflösung stellte Heybourne eine neue Besetzung zusammen und kehrte unter dem Namen Blind Fury zurück. Zur Besetzung gehörten Pete Gordelier von Marquis de Sade, der ehemalige Saracen-Sänger Lou Taylor und der Schlagzeuger Steve Coleman. Anfang 1983 trat diese Besetzung erstmals live auf, wobei sie hauptsächlich neues Material und nur wenige Angel-Witch-Stücke spielte. Die Band trat nur selten auf und nahm neue Versionen von Evil Games und Nowhere to Run auf; sie plante eine EP mit dem Titel Fire and Fury, die jedoch nicht zustande kam. Außerdem schloss Taylor sich der Band Satan an, die sich später in Blind Fury umbenannte; Heybourne übernahm erneut den Gesang und reaktivierte Angel Witch. Nachdem Coleman ausstieg, half der ehemalige Schlagzeuger Hogg aus. Später wurde Dave Tattum als Sänger rekrutiert. Die Band bekam einen Vertrag bei Killerwatt und nahm kurz darauf ihr zweites Album auf. Das Album wurde kaum beworben und kam daher auch für die Anhänger der Band überraschend. Das 1985 veröffentlichte Album Screamin’ n’ Bleedin’ wurde vom Großteil ihrer Anhänger ignoriert. Trotz des geringen Erfolgs wurden Angel Witch von der Plattenfirma nicht entlassen. Hogg verließ die Band oder wurde entlassen und wurde durch Spencer Holman (ex-Dexy’s Midnight Runners) ersetzt. 1986 folgte das Album Frontal Assault, das von Demons Les Hunt produziert wurde und bei dem der Keyboarder Chris Stonier von United Nations bei einigen Stücken aushalf. Dieses wurde laut Matthias Mader größtenteils ignoriert, laut Malc Macmillan deutlich besser als der Vorgänger aufgenommen und in den Kritiken etwas wohlwollender aufgenommen, konnte aber kein neuerliches Interesse an Angel Witch erzeugen. Dennoch zeigte ihr Auftritt auf dem Dynamo Open Air, dass sie noch viele Anhänger hatten. Ende 1986 ging die Band mit Satan auf Europatournee. In der Zwischenzeit waren die Rechte an ihren Frühwerken von Bronze zu Castle übergegangen, wo eine schlecht gestaltete Wiederveröffentlichung des Debütalbums erschien. Nach der Trennung von Killerwatt spielten Angel Witch 1987 unter anderem mit Elixir, Chrome Molly und Satan. Tattum wechselte während dieser Zeit zu Nightwing.
1988 war die Band kaum aktiv. Anfang 1989 flog die Band in die USA und ging dort mit Lääz Rockit auf Tournee. Zu der Zeit bestand die Band wieder aus vier Mitgliedern, nachdem sie den Gitarristen Grant Dennison von T. Bone aufgenommen hatte. Auf dieser Tournee spielte die Band ausschließlich alte Lieder und keine Stücke aus der Zeit nach 1980. Einer der Auftritte erschien später über Metal Blade Records und Music for Nations. Aufgrund des Erfolgs dieser Tournee zog die Band dorthin um Heybourne stellte 1990 eine völlig neue Besetzung mit Tom Hunting von Exodus und John Torres von Lääz Rockit zusammen, die kurz darauf eine Demoaufnahme einspielte. Kurz darauf kam Doug Piercy von Heathen als zweiter Gitarrist zur Band, jedoch wurde er von den US-Behörden mangels Arbeitserlaubnis zurück nach Großbritannien abgeschoben. Heybourne und Torres tauschten weiterhin Ideen aus und arbeiteten an neuem Material. Durch Brian Slagel von Metal Blade Records bekam die Band schließlich die Möglichkeit, eine Live-LP herauszubringen. Außerdem erschienen CD-Veröffentlichungen, darunter eine weitere Wiederveröffentlichung des Debüts. Außerdem begannen Heybourne und Torres, einiges von ihrem Material auf Kassetten und später auf CD-R zu verbreiten. Einige Demoaufnahmen erschienen gesammelt als CD unter dem Titel Resurrection über Crook’d Records in den USA und später über Zoom Club in Großbritannien, über Zoom Club außerdem unveröffentlichtes, frühes Studio- und Live-Material unter dem Titel Sinister History, wobei die Begleittexte einige Fehler enthalten.
2000 wurde die Band neu formiert; die Besetzung mit Gitarrist Keith Herzberg, Bassist/Sänger Richie Wicks und Schlagzeuger Scott Higham spielte auf dem Wacken Open Air, außerdem erschienen die Anthologie Sinister History, eine britische Pressung von Resurrection und das Livealbum Live at the LA2. Als Higham die Band verließ, bewarb sich ex-Tigertailz-Mitglied Ace Finchum als Schlagzeuger; als Wicks zur Band Tygers of Pan Tang wechselte, schien dies das Ende von Angel Witch zu bedeuten. Im Sommer 2002 nahm die Band ihre Aktivitäten jedoch wieder auf. Diesmal belebte Heybourne jedoch die US-amerikanische Besetzung. Diese trat unter anderem 2003 auf dem Bang Your Head auf.
Die Band wurde Anfang der 2000er Jahre wieder aktiv, wobei Bill Steer von Carcass ihr zweiter Gitarrist ist. 2012 erschien ihr vorletztes Album As Above, So Below. Am 1. November 2019 veröffentlichten Angel Witch ihr fünftes Studioalbum Angel of Light via Metal Blade Records. Gründungsmitglied Kevin Riddles erlag am 4. Juli 2025 im Alter von 68 Jahren einem Krebsleiden.

## Musikstil und Texte

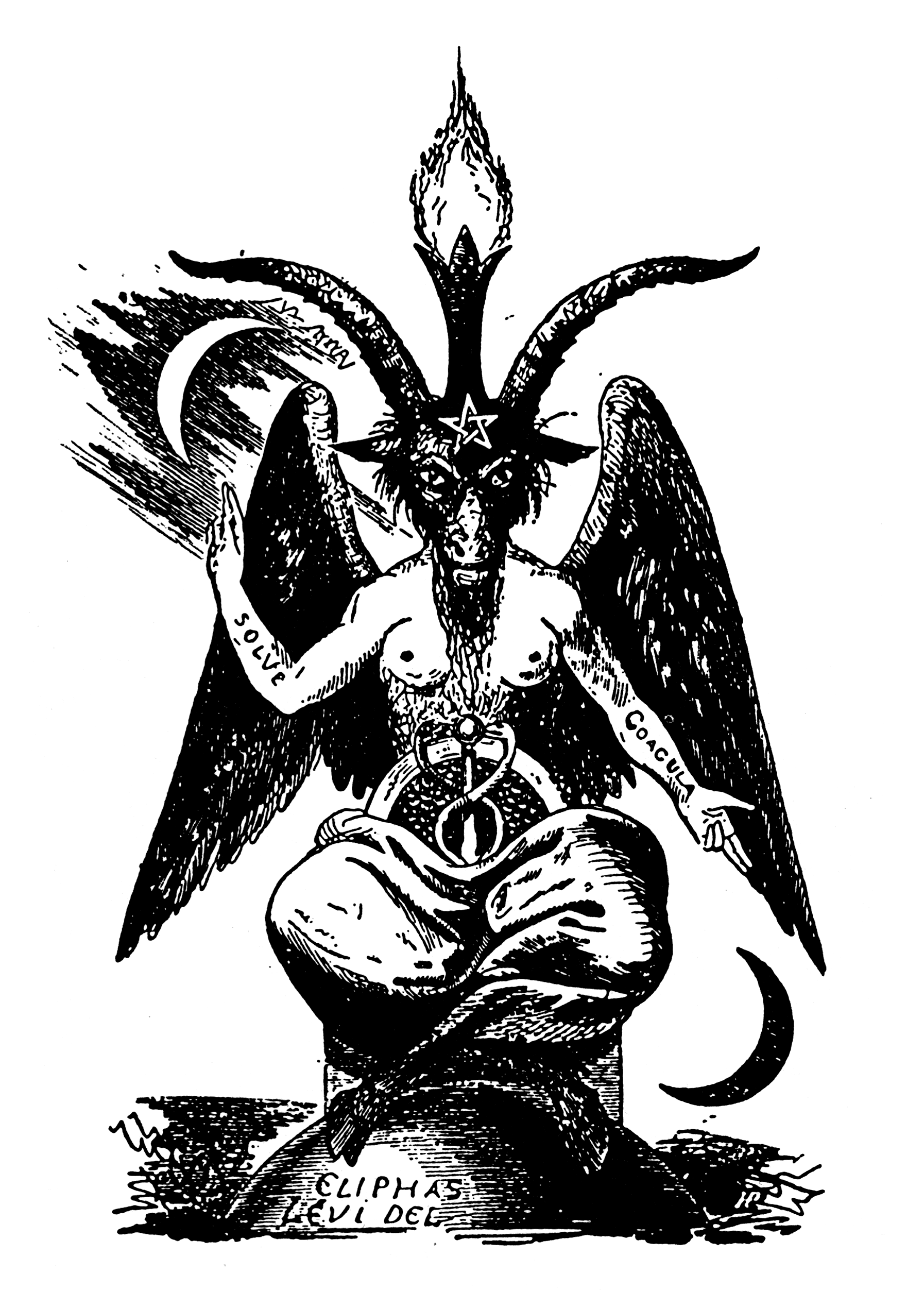
Éliphas Lévis hermaphroditische Baphomet-Darstellung aus seinem Werk Dogme et Rituel de la Haute Magie (1854) findet sich auf dem Cover der ersten Single, der Rückseite des Debütalbums sowie T-Shirts und Aufnähern der Band.

Das Auftreten der Band stand in der Tradition von Black Sabbath, die Musiker „verpaßten […] dem Doom-Rock-Sound von Iommi und Co. mit ihren rasenden Gitarrenläufen und akzentuierten Tempowechseln eine gehörige Frischzellenkur“. Neben Black Sabbath gilt auch die Dynamik von Judas Priest als Einfluss. Durch die häufige Verwendung des Baphomet, die Gestaltung einiger Tonträger und Lieder über Magie und die Unterwelt wurden Angel Witch mit Okkultismus und Black Metal in Verbindung gebracht; Heybourne betonte jedoch, er interessiere sich zwar „auch dafür, aber ich tanze nicht nackt ums Feuer“. Angel Witch gelten laut Malc Macmillan mit ihrem Frühwerk als Wegbereiter für Bands wie Witchfinder General, Satan und Desolation Angels; das Debütalbum sei wegweisend gewesen, und das darauf enthaltene Confused wurde von Onslaught und Trouble gecovert.
Mit der Loser-Single schien die Band „in gefährlich melodische Gewässer abzudriften“; Suffer wurde von Macmillan mit The Sweet verglichen. Das Material auf dem zweiten Album Screamin’ n’ Bleedin’ fiel „[i]nsgesamt […] wesentlich weicher […] als in der Vergangenheit“ aus; die Anhänger der Band wurden zum Großteil „abgeschreckt durch die mit Keyboards untersetzte Single-Auskopplung ‚Goodbye‘“. Die meisten Stücke erinnerten an Persian Sky und ironischerweise Tytan, Waltz the Night und Child of the Night vage an Candlemass. Die Kritiken waren sich uneinig, stimmten jedoch darin überein, dass es an Energie und Enthusiasmus fehle, und dass es zu schwerfällig und uninspirierend sei. Heybourne selbst gab 1987 im Metal Forces an, er habe die Entwicklungen in der Szene nicht beobachtet, was ein Fehler gewesen sei; er sei anfangs mit dem Album zufrieden gewesen, finde es aber inzwischen etwas zu kommerziell und entspannt. Auf Frontal Assault orientierte die Band sich daher wieder stärker am Debütalbum, neigte aber dazu, dieses zu kopieren.
Um 1987 wurde der Stil mit Stücken wie Time to Die und Psychopathic kurzzeitig thrash-metal-lastig; Heybourne gab aber im Nachhinein an, er habe nicht die Stimme für den dazu passenden Schreigesang.
Auf As Above, So Below behielt die Band ihren Stil bei, wobei die Musik stellenweise an Dave Meniketti und Y&T, Saxon, Accept, Iron Maiden und Mercyful Fate erinnert. Als Einflüsse gibt die Band Black Sabbath, The Sensational Alex Harvey Band, Deep Purple, Pink Fairies, Rush und Wishbone Ash an.

## Diskografie

### Studioalben
- 1980: Angel Witch
- 1985: Screamin’ ’n’ Bleedin’
- 1986: Frontal Assault
- 2012: As Above, So Below
- 2019: Angel of Light

### Livealben
- 1981: Give It Some Tickle
- 1990: Live
- 1996: ’82 Revisited (enthält zusätzlich das Demo von 1983, das 2004 auch als EP veröffentlicht wurde; wurde im Jahre 2006 unter der Bezeichnung Angel of Death: Live at the East Anglia Rock Festival wiederveröffentlicht)
- 2000: 2000: Live at the LA2
- 2006: Angel of Death: Live at the East Anglia Rock Festival (Mausoleum Records)
- 2009: Burn the White Witch – Live in London

### Kompilationen
- 1986: Dr. Phibes
- 1988: Screamin’ Assault
- 1998: Resurrection (enthält die Demos von 1987, 1990 und 1998)
- 1999: Sinister History (enthält das Demo von 1978 und einige zwischen 1978 und 1981 aufgenommene Liveaufnahmen)
- 2017: Seventies Tapes (nur als Download veröffentlicht)

### EPs
- 2004: Angel Witch (wird oft auch als They Wouldn’t Dare bezeichnet)

### Singles
- 1980: Sweet Danger
- 1980: Angel Witch
- 1981: Loser
- 1985: Goodbye

### Auf Various-Artists-Kompilationen veröffentlichte Non Album Tracks
- 1980: „Baphomet“ (Metal for Muthas)
- 1980: „Extermination Day“ (Metal Explosion from the Friday Rock Show)

## Videografie

### VCD
- 2000: 2000: Live at the LA2 (im Livealbum 2000: Live at the LA2 enthalten)

### Musikvideos
- 1980: „Angel Witch“